# Navia parvula
Navia parvula är en gräsväxtart som beskrevs av Lyman Bradford Smith. Navia parvula ingår i släktet Navia och familjen Bromeliaceae. Inga underarter finns listade i Catalogue of Life.